# Copper Kettle

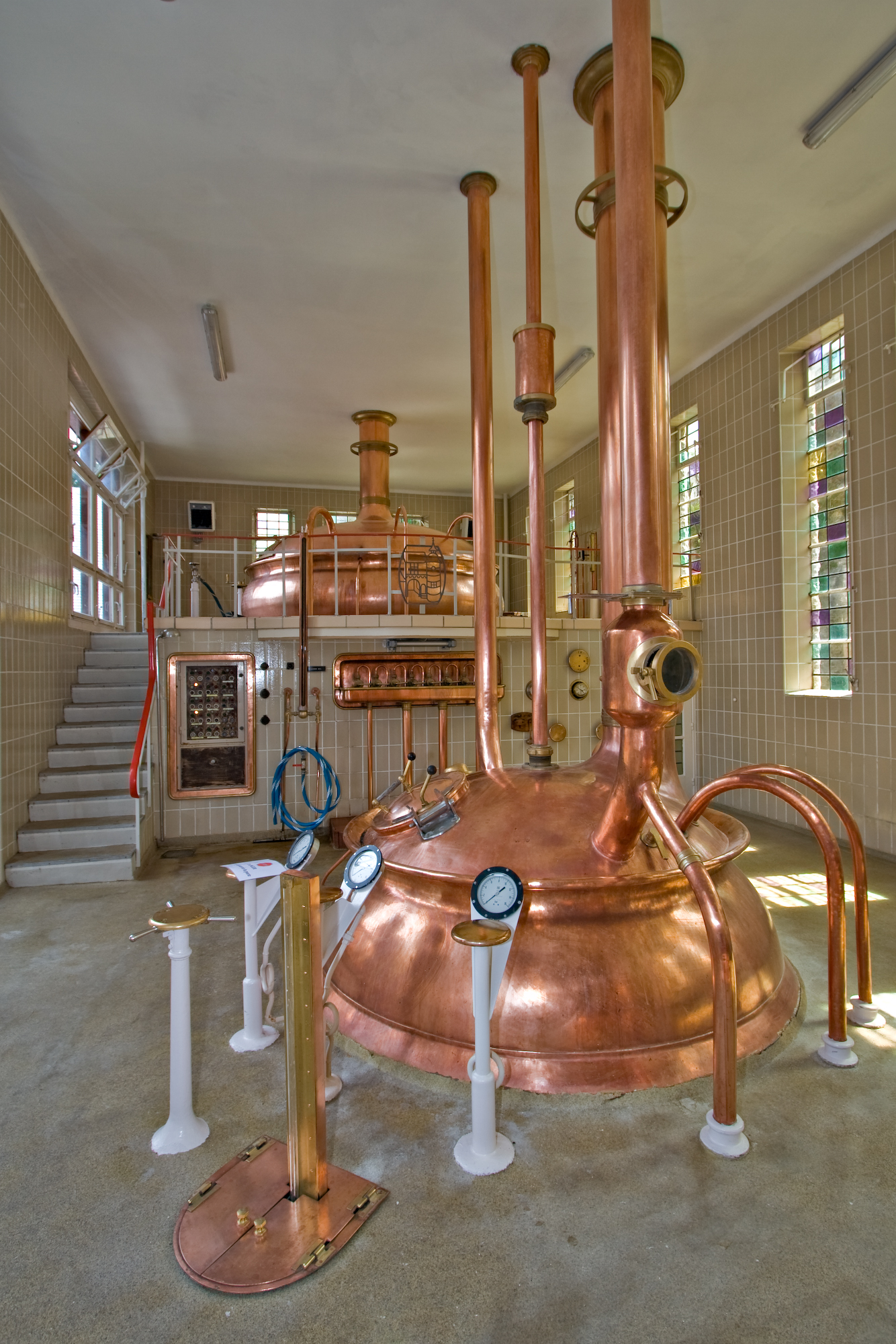
Brasserie des Pères Trappistes de Rochefort

Copper Kettle (ou "Get you a Copper Kettle", "In the pale moonlight") est une chanson humoristique composée par Albert Franck Beddoe et popularisée par Joan Baez. Les opinions sont contradictoires sur son origine, qu'elle soit populaire
ou qu'elle ait été effectivement composée en 1953 pour l'opéra Go Lightly, Stranger.
La chanson fait l'éloge de la distillation artisanale à travers un homme dont le « papa faisait du whiskey, et grand-papa aussi ». Il est probable que le vers « We ain't paid no whiskey tax since 1792 » (« Nous n'avons pas payé de taxe sur le whiskey depuis 1792 ») fasse référence à l'imposition décrétée par le gouvernement fédéral américain en 1791 et qui conduisit à la Révolte du Whisky, puis à son abrogation en 1803.

## Reprises
- Joan Baez, 1962;
- Chet Atkins, 1964;
- Bob Dylan, 1970;
- Devendra Banhart
- Robyn Hitchcock, 2004;